# 1609.
◄ | 16. stoljeće | 17. stoljeće | 18. stoljeće | ►
◄ | 1570-ih | 1580-ih | 1590-ih | 1600-ih | 1610-ih | 1620-ih | 1630-ih | ►
◄◄ | ◄ | 1606. | 1607. | 1608. | 1609. | 1610. | 1611. | 1612. | ► | ►►
Arhitektura • Astronomija • Glazba • Kazalište • Kiparstvo • Knjige • Književnost • Kršćanstvo • Medicina • Politika • Pravo • Promet • Slikarstvo • Znanost
1609. (rim. MDCIX) bila je osma godina 17. stoljeća.

## Događaji
- Objavljeno prvo izdanje Filotee Franje Saleškog.

## Rođenja
- 27. studenog – Juraj Habdelić, hrvatski književnik († 1678.)

## Smrti
- 17. rujna – Judah Loew ben Bezalel, židovski rabin (* 1512.)

## Vanjske poveznice
|  | Zajednički poslužitelj ima još gradiva o temi 1609. |